# 水西沟镇
水西沟镇，是中华人民共和国新疆维吾尔自治区乌鲁木齐市乌鲁木齐县下辖的一个乡镇级行政单位。

## 行政区划
水西沟镇下辖以下地区：
平西梁村、小东沟村、大庙村、水西沟村、方家庄子村、东梁村、庙尔沟村、闸滩村和东湾村。